# 鸟巢菌科
鸟巢菌科（学名：Nidulariaceae）为鸟巢菌目的一个科。

## 下级分类
本科包括以下属：
- 白蛋巢菌属 Crucibulum Tul.
- 黑蛋巢菌属 Cyathus Haller. Pers.[2]
- 红蛋巢菌属 Nidula V.S.White
- 鸟巢菌属 Nidularia Fr.